# 4303 Savitskij
4303 Savitskij eller 1973 SZ3 är en asteroid i huvudbältet som upptäcktes den 25 september 1973 av den sovjetisk-ryska astronomen Ljudmila Zjuravljova vid Krims astrofysiska observatorium på Krim. Den är uppkallad efter den sovjetiske flygaren Evgenij Yakovlevich Savitskij, far till kosmonauten Svetlana Savitskaja.
Asteroiden har en diameter på ungefär 4 kilometer.